# Domagoj Vida
Domagoj Vida (Osijek, 29 de abril de 1989), é um futebolista croata que atua como zagueiro. Atualmente, joga pelo AEK Atenas.

## Carreira

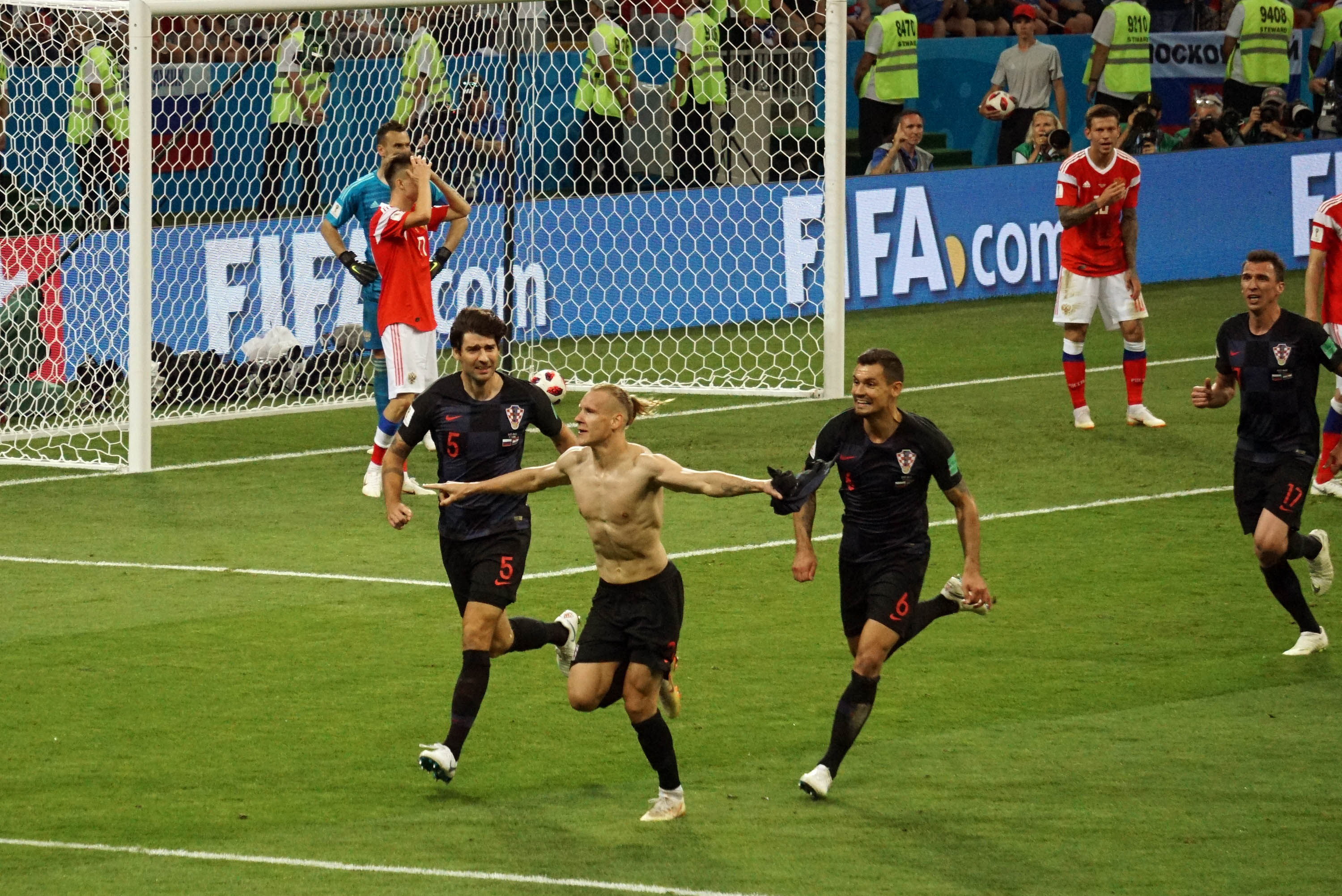
Vida nas quartas-de-finais vs. Russia.

Em 4 de junho de 2018, ele foi convocado para Seleção da Croácia para a Copa do Mundo da FIFA de 2018, na Rússia.
Vida e Ognjen Vukojević celebraram a vitória da Croácia na Copa do Mundo sobre a Rússia, gritando "Gloria a Ucrânia!","  Vida disse, falando russo, que "ele estava enganado" e "pediu desculpas ao povo russo". Ficou muito popular no Brasil por causa do seu filho apelidado de "Vidinha".

## Títulos

### Dínamo Zagreb
- Prva HNL: 2011–12
- Croatian Cup: 2011–12

### Dínamo de Kiev
- Campeonato Ucraniano: 2014-15, 2015-16
- Copa da Ucrânia: 2013–14, 2014-15
- Supercopa da Ucrânia: 2016

### Besiktas
- Campeonato Turco: 2020–21

### Seleção Croata
- Copa do Mundo da FIFA: 2018 Vice-campeão